# Liste der Bodendenkmale in Casekow
In der Liste der Bodendenkmale in Casekow sind alle Bodendenkmale der brandenburgischen Gemeinde Casekow und ihrer Ortsteile aufgelistet. Grundlage ist die Veröffentlichung der Landesdenkmalliste mit dem Stand vom 31. Dezember 2020.
Die Baudenkmale sind in der Liste der Baudenkmale in Casekow aufgeführt.

## Bodendenkmale
| Gemarkung          | Flur    | Kurzansprache                                         | Bodendenkmalnummer | Bemerkung | Bild |
| ------------------ | ------- | ----------------------------------------------------- | ------------------ | --------- | ---- |
| Blumberg (Lage)    | 4       | Hügelgräberfeld Bronzezeit                            | 140026             |           |      |
| Blumberg (Lage)    | 4       | Siedlung Neolithikum                                  | 140027             |           |      |
| Blumberg (Lage)    | 1       | Hügelgrab Bronzezeit, Turmhügel deutsches Mittelalter | 140028             |           |      |
| Blumberg (Lage)    | 2       | Näpfchenstein Bronzezeit                              | 140029             |           |      |
| Blumberg (Lage)    | 1       | Hügelgräberfeld Bronzezeit                            | 140030             |           |      |
| Blumberg (Lage)    | 2       | Hügelgrab Bronzezeit                                  | 140577             |           |      |
| Casekow (Lage)     | 6       | Siedlung Eisenzeit, Siedlung Bronzezeit               | 140048             |           |      |
| Casekow (Lage)     | 5       | Gräberfeld Eisenzeit                                  | 140049             |           |      |
| Casekow (Lage)     | 1       | Gräberfeld Eisenzeit                                  | 140050             |           |      |
| Casekow (Lage)     | 3, 4    | Siedlung Eisenzeit, Siedlung Bronzezeit               | 140051             |           |      |
| Casekow (Lage)     | 1       | Mühle Neuzeit                                         | 140052             |           |      |
| Casekow (Lage)     | 1, 4, 6 | Dorfkern deutsches Mittelalter, Dorfkern Neuzeit      | 140053             |           |      |
| Wartin (Lage)      | 6, 7, 8 | Dorfkern Mittelalter, Dorfkern Neuzeit                | 140499             |           |      |
| Woltersdorf (Lage) | 2       | Siedlung Neolithikum                                  | 140471             |           |      |
| Woltersdorf (Lage) | 1       | Siedlung Urgeschichte                                 | 140472             |           |      |
| Woltersdorf (Lage) | 1       | Siedlung Bronzezeit                                   | 140473             |           |      |